# Församlingsförlaget
Församlingsförlaget är ett tidigare kristet bokförlag i Göteborg, som lades ner 2022. Utgivningen bestod i allt från kristna uppbyggelseböcker till akademisk teologisk litteratur. Förlaget har gett ut ett flertal böcker av Bo Giertz, delvis omtryckningar men också tidigare outgivet material.
Bland de teologiska titlarna kan nämnas en utgåva av Philipp Melanchthons Loci från 1521 i svensk översättning, artikelsamlingar om Dietrich Bonhoeffer och Bo Giertz samt ett par avhandlingar i teologi och historia. De allmänt erkända och väl använda läroböckerna i kristen troslära "Trons mönster" och "Teologins historia" av Bengt Hägglund finns också med bland titlarna.
Församlingsförlaget hade ett nära band till den fristående teologiska institutionen Församlingsfakulteten i Göteborg, som sedan 2022 har ett eget bokförlag med namnet Pro Veritate.

## Församlingsförlagets skriftserie
Församlingsförlaget trycker upp litteratur som författats av personer med kopplingar till Församlingsfakultetens verksamhet.
1. Loci Communes, Melancthon Philipp, 1997
2. Philipp Melancthon 500 år - 1497-1997, Bengt Hägglund, Rune Söderlund, Torbjörn Johansson, 1997
3. Reformationens huvudfrågor och arvet från Augustinus, Torbjörn Johansson, 1999
4. Arvet från reformation - teologihistoriska studier, Bengt Hägglund, 2002
5. Nåd och sanning - Församlingsfakulteten 10 år, redaktör Torbjörn Johansson, 2003
6. Talet om korset Guds kraft - till hundraårsminnet av Bo Giertz födelse, redaktör Rune Imberg, 2005
7. Romarbrevets hermeneutik - en lärobok för teologer om vetenskaplig tro, Timo Laato, 2006
8. Dietrich Bonhoeffer. Perspektiv på hans liv, teologi och kyrkokamp, redaktör Torbjörn Johansson, 2007
9. A door opened by the Lord. The history of the Evangelical Lutheran Church of Kenya, Rune Imberg, 2008
10. Följ mig! Pastorla perspektiv på bergspredikan, Timo Laato, 2011
11. Kristi lag, naturlig lag och antinomism, Rune Söderlund, 2012
12. He Alone is Worthy! The Vitality of the Lord’s Supper in Theodor Kliefoth and in the Swedish Liturgy of the Nineteenth Century, Naomichi Masaki, 2013
13. Fri och bunden: En bok om teologisk antropologi, Johannes Hellberg, Rune Imberg, Torbjörn Johansson, 2013
14. Bibeln i funktion – om kanon, kyrka och tradition, Tomas Bokedal, 2018
15. Den mångfacetterade reformationen, redaktörer Rune Imberg och Torbjörn Johansson, 2019